# Васильки (Пустошкинский район)
Васильки — деревня в России, в Пустошкинском районе Псковской области. Входит в состав Щукинской волости.
Деревня расположена между озёрами Лосно и Березно II, в 18 км к северу от города Пустошка.

## Население
| 2002 | 2010 |
| ---- | ---- |
| 84   | ↘66  |

Численность населения деревни по оценке на начало 2001 года составляла 91 житель.

## История
С 1995 до 2005 года деревня входила в состав ныне упразднённой Васильковской волости (с центром в д. Криуха).